# John Darcy, 1. Baron Darcy de Knayth
John Darcy, 1. Baron Darcy de Knayth (auch Sir John Darcy oder D’Arcy) (* vor 1284; † 30. Mai 1347) war ein englischer Adliger, Politiker, Militär und Beamter.

## Herkunft
John Darcy entstammte der Familie Darcy, einer Familie der Gentry aus Yorkshire. Er war ein Sohn von Sir Roger Darcy († um 1284) und von dessen Frau Isabel, einer Tochter von Sir William d’Aton aus West Ayton in Yorkshire. Nach dem Tod seines Vaters um 1284 war er Erbe von Oldcotes und Styrrup in Nottinghamshire, doch bis mindestens 1292 war er noch minderjährig. Zur Unterscheidung von den Angehörigen der älteren Linie der Familie Darcy, den Nachfahren seines Onkels Norman Darcy († 1295/6) aus Nocton wurde er le neveu oder le cosyn genannt. Später wurde er le piere genannt, um ihn von seinem gleichnamigen Sohn zu unterscheiden.

## Aufstieg im Dienst des Earl of Pembroke
1306 wurde Darcy wegen eines Gewaltverbrechens geächtet, doch auf Bitten von Aymer de Valence, 2. Earl of Pembroke am 19. Mai 1307 begnadigt. 1309 oder 1310 trat er dann endgültig in den Dienst von Pembroke, dem er ununterbrochen als Vasall diente, bis er zum Justiciar of Ireland ernannt wurde. Allerdings war ihm freigestellt, im Gefolge eines anderen Baronen an Turnieren teilzunehmen. 1317 diente Darcy als Kommandant von Norham Castle, einer wichtigen Burg an der Grenze zu Schottland. Als Gefolgsmann von Pembroke, der erheblichen Einfluss auf König Eduard II. hatte, diente Darcy vom 5. November 1319 bis November 1322 als Sheriff von Northumberland, irrtümlicherweise wird er während dieser Zeit auch als Sheriff von Nottinghamshire und Derbyshire genannt. Während des Parlaments im Spätsommer 1320 war er Knight of the Shire für Nottinghamshire. Im August 1320 gehörte Darcy zusammen mit Andrew Harclay der englischen Delegation an, die zum schottischen König Robert Bruce reiste, um um Waffenstillstandsverhandlungen zu bitten.
Nach der Niederschlagung der Rebellion des Earl of Lancaster im Frühjahr 1322 verteilte der König die Besitzungen von Philipp Darcy und dessen Sohn Norman, die die Rebellion mit unterstützt hatten, an ihre Verwandten, die loyal geblieben waren, nämlich an Philipps Brüder Robert und John sowie an John le Cosyn. Vermutlich gehörte Darcy zu den Begleitern des Earl of Pembroke, mit denen dieser nach der Schlacht bei Byland im Oktober 1322 vor den Schotten nach York flüchtete. Darcy begleitete Pembroke, als dieser im Mai 1323 mit den Schotten in Newcastle über einen Waffenstillstand verhandelte. Zwischen dem 10. Februar 1323 und dem 13. Juli 1323 nahm er das wichtige Amt des Sheriffs von Lancashire wahr. Vor dem 12. August 1323 wurde er zum Knight Banneret ernannt.

## Dienst als Justiciar of Ireland
Als Nachfolger des Earl of Louth wurde Darcy am 18. November 1323 zum Justiciar of Ireland ernannt, womit er aus dem Dienst des Earl of Pembroke ausschied. König Eduard II. versuchte zu der Zeit, die englische Verwaltung von Irland zu festigen, wo die irische Bevölkerung zunehmend Widerstand gegen die englische Herrschaft leistete. Darcy nahm sein Amt gewissenhaft wahr, bis er am 12. März 1327 als Unterstützer des gestürzten Eduard II. abgelöst wurde. Er gewann aber offenbar rasch das Vertrauen der neuen Regierung, die von Roger Mortimer und Königin Isabelle dominiert wurde. Zwischen dem 30. September 1327 und dem 13. August 1328 diente er als Sheriff von Yorkshire. Dabei beauftragte ihn die Regierung im Herbst 1327, nach der fehlgeschlagenen Weardale Campaign schottische Gesandte in Newcastle zu empfangen. Nachdem er als Sheriff abgelöst wurde, wurde Darcy am 21. August 1328 erneut zum Justiciar of Ireland ernannt. Durch seine zweite Ehe mit der Tochter des Earl of Ulster hatte er nun auch persönliche Interessen in Irland.
Nachdem der junge König Eduard III. im Oktober 1330 durch einen Staatsstreich die Herrschaft von Roger Mortimer gestürzt hatte, wurde Darcy am 27. Februar 1331 als Justiciar abgelöst. Er fiel aber nicht in Ungnade, sondern hatte offenbar ein enges Verhältnis zum König. 1331 gehörte er der zwölfköpfigen Jury aus erfahrenen Rittern an, die Thomas de Berkeley von einer Mitschuld am Tod von Eduard II. freisprach. Im Januar 1332 berief ihn der König wieder in das Parlament. Im April 1332 übergab ihm der König als Dank für seine Dienste die Güter von Brocklesby und Greetham in Lincolnshire. Am 30. September 1332 wurde Darcy zum dritten Mal zum Justiciar of Ireland ernannt. Im Oktober 1332 gehörte Darcy noch zu den englischen Gesandten, die in Newcastle mit schottischen Gesandten verhandelten, doch nachdem es erneut zum Krieg mit Schottland gekommen war, stellte Darcy zusammen mit William de Burgh, 3. Earl of Ulster in Irland ein Heer für den Krieg in Schottland auf. Diese Truppen mussten jedoch zur Niederschlagung von Unruhen in Ulster eingesetzt werden, nachdem de Burgh im Juni ermordet worden war. Anschließend führte Darcy wahrscheinlich im Herbst 1333 mit einem kurzen Feldzug gegen das schottische Dumbarton. Mit Billigung des Königs ließ Darcy 1333 die inhaftierten irischen Magnaten Maurice FitzGerald, 1. Earl of Desmond und Walter Bermingham frei. Für den Sommerfeldzug nach Schottland 1335 sollte Darcy alle verfügbaren Kräfte in Irland mobilisieren. Er sollte 600 men-at-arms, 1500 leichte Reiter und 6000 Fußsoldaten aufbieten, was angesichts der schwierigen Lage der englischen Herrschaft in Irland sehr optimistisch war. Seit April 1335 hatte Darcy eine Flotte gesammelt, um seine Truppen nach Schottland zu transportieren. Die Flotte soll schließlich 56 Schiffe umfasst haben. Die Armee, die Darcy zusammen mit den Earls of Desmond und Ormonde schließlich nach Schottland führte, umfasste vierzehn Knight Bannerets, 472 men-at-arms, 291 leichte Reiter und 805 Fußsoldaten, darunter viele Bogenschützen. Die Flotte segelte im August 1335 von Dublin zur Isle of Bute. Dort versuchte die Armee, Rothesay Castle zu erobern. Obwohl die Armee eine Belagerungsmaschine mitführte, gibt es keinen Hinweis, dass die Belagerung erfolgreich war. Schließlich plünderte die Armee Bute und die benachbarte Isle of Arran, ehe sich bereits Mitte September die ersten Truppen nach Irland zurückzogen. Bis zum 15. Oktober zogen sich auch Darcy, Walter Bermingham und Thomas Wogan nach Irland zurück.

## Höfling und Militär unter Eduard III.
Am 12. März 1337 wurde Darcy zum Steward of the King’s Household ernannt, worauf er am 28. Juli 1337 als Justiciar abgelöst wurde. Als Steward wurde er eng in die Vorbereitungen für den Krieg mit Frankreich eingebunden. Er begleitete den König von 1338 bis 1340 bei dessen längeren Aufenthalt in den Niederlanden. Der König dankte Darcy, indem er ihn am 3. März 1340 lebenslang das Amt des Justiciars of Ireland verlieh. Diese ungewöhnliche Verleihung beendete aber nicht Darcys Dienst am Königshof, denn das Amt wurde ihm diesmal nur als Sinekure verliehen. 1344 gewährte ihm der König dazu jährliche Einkünfte von £ 183. Als der König im Dezember 1340 überraschend nach England zurückkehrte und zahlreiche Mitglieder der dort verbliebenen Regierung entließ, wurde Darcy am 15. Dezember als Steward abgelöst und stattdessen zum King’s Chamberlain ernannt.
Der Streit zwischen dem König und seinem früheren Minister John Stratford, dem Erzbischof von Canterbury, führte zur größten Herausforderung während Darcys politischer Karriere. Zusammen mit dem neuen Steward Ralph Stafford wurde Darcy beauftragt, die Teilnahme von Stratford am Parlament, das ab April 1341 in Westminster stattfand, zu verhindern. Die beiden verwehrten Stratford eine Woche lang den Zutritt zur Westminster Hall, weshalb zeitgenössische Chronisten Darcy und besonders William Kilsby, dem Keeper of the Privy Seal als die Hauptgegner von Stratford am Königshof bezeichneten. Dies führte zu einer schweren innenpolitischen Krise, bei der der Earl of Surrey befand, dass Darcy nicht würdig sei, um am Parlament teilzunehmen. Daraufhin musste Darcy die Parlamentssitzungen verlassen, während der König unter dem Druck der Magnaten Stratford die Teilnahme erlauben musste. Dennoch behielt Darcy mindestens bis zum 13. September 1346 sein Amt als Chamberlain und das Vertrauen des Königs. Er widmete sich nun jedoch stärker der Verwaltung seiner Besitzungen und diente in verschiedenen Kommissionen und als Steuererheber in Yorkshire, Nottinghamshire, Lincolnshire und Hertfordshire. 1342 nahm er an einem Feldzug in die Bretagne und 1346 an dem Feldzug des Königs nach Nordfrankreich teil. Nach dem Sieg in der Schlacht von Crécy gehörte er der Gesandtschaft an, die im Auftrag des Königs nach England zurückreiste, um dem Parlament von dem Sieg in Frankreich zu berichten. Der König dankte ihm, indem er ihn 1344 das lebenslange Amt des Constable von Nottingham Castle und 1346 das lebenslange Amt des Constable of the Tower verlieh. Er starb genau an dem Tag, als der König eine Begnadigung für alle Vergehen ausstellte, die Darcy zeit seines Lebens begangen hatte.

## Ehen, Erbe und späte Anerkennung als Baron Darcy
In erster Ehe hatte Darcy Emmeline, die einzige Tochter und Erbin von Walter Heron aus Silkstone in Yorkshire geheiratet. Mit ihr hatte er mindestens einen Sohn:
- John le fitz Darcy, 2. Baron Darcy de Knayth (1317–1356)

In zweiter Ehe heiratete er nach 1328 Joan, eine Tochter von Richard de Burgh, 2. Earl of Ulster und von dessen Frau Margaret de Burgh. Sie war die Witwe von Thomas FitzJohn, 2. Earl of Kildare. Mit ihr hatte er mehrere Kinder, darunter:
- Elizabeth Darcy ⚭ James Butler, 2. Earl of Ormonde
- Sir William D’Arcy (1330–vor 1362) ⚭ Catherine FitzGerald

Während sein Sohn John aus seiner ersten Ehe die englischen Besitzungen erbte, erbte sein Sohn William aus seiner zweiten Ehe die irischen Besitzungen, darunter Plattyn im County Meath, wo er eine Nebenlinie der Familie begründete. John Darcys zweite Frau überlebte ihn, sie starb erst am 23. April 1359.
Nach 1334 hatte Darcy keine weiteren Writ of Summons erhalten, um an den Parlamenten teilzunehmen. 1341 und 1344 nahm er nur aufgrund seines Amtes als King’s Chamberlain an den Parlamenten teil. Erst 1903 entschied das House of Lords, dass er dennoch als Baron Darcy gilt, dabei erhielt sein Titel zur Unterscheidung von der Hauptlinie der Familie nach seinem Gut Knaith in Lincolnshire den Zusatz de Knayth.